# 262419 Suzaka
262419 Suzaka este o planetă minoră (asteroid), cu un diametru de 2,462 km, din centura de asteroizi. A fost descoperită pe 20 octombrie 2006 la Mount Nyūkasa Optical Observatory⁠(d) de Atsushi Nakajima⁠(d) și a fost numită după Suzaka. 
Obiectul prezintă o orbită caracterizată de o semiaxă mare de 2,6978054113414 UAi, o excentricitate de 0,15, o înclinație de 3,7 ° în raport cu ecliptica.